# 长治玉皇观
35°55′09″N 113°03′42″E / 35.91917°N 113.06167°E
长治玉皇观位于中国山西省长治市上党区南宋乡南宋村南部，是一处全国重点文物保护单位。

## 历史
南宋玉皇观相传始建于宋代，金元时期曾经大修，明万历四十二年（1614年）重修。崇祯十六年（1643年）金装神像。清代多次修缮。1949年以后，玉皇观曾改为村办公地点和小学。文革时逃脱了破坏。

## 建筑
南宋玉皇观坐北朝南，一进院落，占地1407平方米，现存中轴线上的五凤楼、献亭、灵霄宝殿和两侧的钟鼓亭、东西配殿、廊房等建筑，其中五凤楼和东配殿为元代建筑，余为明清所建。
五凤楼建于元代，是玉皇观的山门，因外观为五层飞檐楼阁而得名。高五层、29米，楼体高大，面阔三间，进深六椽，歇山顶，正方形平面，檐口呈美丽的弧线。五凤楼内的桑木独梯高7米，用一根500年树龄的桑木雕凿而成，共凿有15步台阶。楼内的大梁使用两根400年的荆木大梁，长7米。
献亭建于明代，亭内的八卦藻井由密集的斗拱逐层收缩，攒尖成顶，极为精巧美丽。
东配殿面阔三间，进深四椽，悬山顶。
正殿灵霄宝殿位于最北端，面阔五间，进深六椽，单檐悬山顶。前檐铺作硕大，罕见的11朵九铺作，异常壮观地排列在檐下。如此宏伟浩大的建筑，却又异乎寻常地使用了一根断梁。

## 保护
2006年5月25日，长治玉皇观公布为第六批全国重点文物保护单位，古建筑类，编号6-416，年代为元至清。